# 高血圧川柳
高血圧川柳（こうけつあつせんりゅう）とは、日本高血圧学会によるコンクール。正式名称は「高血圧川柳・標語コンテスト」。

## 概要
コンクールは2016年に公募が始まり、以降毎年募集選考が行われている。

## 選考方法
日本高血圧学会・日本高血圧協会員からなる9名の審査員にて合計点数制による審査を複数回にわたって行う。